# Január 4.
Január 4. az év 4. napja a Gergely-naptár szerint. Az évből még 361 (szökőévekben 362) nap van hátra.
Névnapok: Leona, Titusz + Agamemnon, Aggeus, Amélia, Angéla, Angyal, Angyalka, Benáta, Benedetta, Benedikta, Beneditta, Benita, Izabel, Izabell, Izabella, Rut

## Események

### Politikai események
- 871 – A readingi csatában a dán hódító hadsereg legyőzi I. Æthelred wessexi királyt
- 1849 - A kassai ütközet. A Mészáros Lázár parancsnoksága alatt álló felső-tiszai hadtest Kassától délre vereséget szenved Franz von Schlik hadtestétől
- 1884 – Londonban megalakul a Fabiánus Társaság
- 1896 – Utah az Amerikai Egyesült Államok 45. tagállama lesz.
- 1945 – Brit-amerikai légitámadás Győr közlekedési célpontjai ellen
- 1948 – Mianmar (Burma) elnyeri függetlenségét
- 1951 – A koreai háborúban Észak-Korea és Kína erői bevették Szöult
- 1974 – Richard Nixon, az Amerikai Egyesült Államok elnöke  visszautasítja a Watergate Bizottság által kért iratok átadását
- 2008 – Anyang Nyongo, a Narancssárga Demokratikus Mozgalom főtitkára bejelenti, hogy a kenyai ellenzék új elnökválasztást követel

### Tudományos és gazdasági események
- 1493 – Kolumbusz Kristóf bevégezve első útját, visszaindul az Újvilágból
- 1847 – Samuel Colt eladja első revolverét az Amerikai Egyesült Államok kormányának
- 1865 – A New York-i tőzsde megnyitja első állandó székhelyét
- 1959 – A Luna–1 az első ember alkotta tárgy, amely elhagyja a Föld gravitációs mezejét és eléri a Holdat
- 1960 – Az Európai Szabadkereskedelmi Társulás EFTA megalapítása
- 1986 – Az amerikai Voyager–2 űrszonda legnagyobb közelségekor fényképezi az Uránusz bolygót
- 1996 – Átadják a forgalomnak az M1 autópálya Győr–Hegyeshalom közti szakaszát. Ez az első díjköteles, koncessziós közút Magyarországon.
- 2004 – Leszáll a Marsra a Spirit amerikai marsautó
- 2010 – Átadják a Burdzs Kalifa (korábbi nevén Burdzs Dubaj) szuper-magas felhőkarcolót az egyesült arab emírségekbeli Dubajban
- 2011 – Részleges napfogyatkozás, amely Magyarországról is látható
- 2019 – A Csang'o-4 kínai űrszonda először landol a Hold sötét oldalán.

### Kulturális események
- 1835 – A brit Bells Life folyóiratban megjelenik a világ első sakkrovata
- 1947 – Hamburgban megjelenik a Der Spiegel folyóirat első száma

### Sportesemények
- 2008 – A szervezők biztonsági okokból teljes egészében törlik az 5-én elrajtoló Dakar-ralit

## Születések
- 1567 – François d’Aguilon belga matematikus, fizikus († 1617)
- 1662 – Apáti Miklós protestáns prédikátor († 1724)
- 1643 – Isaac Newton angol fizikus, matematikus, csillagász (az Európában akkoriban már használt Gergely-naptár szerint – ✝ 1727)
- 1691 – Beer Frigyes Vilmos magyar evangélikus lelkész, iskolaigazgató († 1774)
- 1710 – Giovanni Battista Pergolesi olasz zeneszerző († 1736)
- 1742 – Alexovics Vazul pálos rendi szerzetes, hitszónok, egyetemi lelkész, tanár († 1796)
- 1785 – Jacob Grimm (Grimm fivérek) német író, irodalmár, jogász, nyelvész († 1863)
- 1804 – Bátori-Schulcz Bódog honvéd ezredes († 1885)
- 1809 – Louis Braille vak francia pedagógus, feltaláló, († 1852)
- 1813 – Alexander Bach osztrák politikus, ügyvéd, belügyminiszter († 1893)
- 1836 – Chyzer Kornél orvos, balneológus, zoológus, a Magyar Tudományos Akadémia tagja, († 1909)
- 1844 – Lengyel Béla vegyész, akadémikus, egyetemi tanár († 1913)
- 1863 – Apáthy István magyar természettudós, zoológus († 1922)
- 1869 – Lyka Károly Kossuth-díjas művészettörténész († 1965)
- 1881 – Haám Artúr magyar földbirtokos, politikus, országgyűlési képviselő († 1957)
- 1888 – Tuli Géza Titusz olimpiai ezüstérmes tornász, sportvezető († 1966)
- 1922 – Luigi De Filippis olasz autóversenyző
- 1927 – Keleti István magyar színházi rendező, dramaturg, színigazgató, érdemes művész († 1994)
- 1930 – Mennato Boffa olasz autóversenyző († 1996)
- 1932 – Carlos Saura spanyol filmrendező, fényképész († 2023)
- 1939 – Korda György magyar táncdalénekes
- 1940 – Brian David Josephson Nobel-díjas angol fizikus
- 1940 – Kao Hszing-csien Nobel-díjas kínai író
- 1942 – John McLaughlin angol jazz-zenész, gitáros
- 1947 – Mózsi Ferenc János magyar költő, műkritikus, szerkesztő († 2007)
- 1948 – Misura Zsuzsa Liszt Ferenc-díjas magyar operaénekesnő
- 1952 – Horváth Attila Artisjus- és Fonogram-díjas magyar szövegíró, költő
- 1958 – Jáki Béla magyar színművész
- 1959 – Vanity kanadai színésznő († 2016)
- 1960 – Michael Stipe amerikai énekes
- 1965 – Horváth Valéria magyar színésznő, ügyvéd
- 1965 – Julia Ormond angol színésznő
- 1974 – Bogányi Gergely Kossuth-díjas magyar zongoraművész
- 1977 – Sólyom-Nagy Máté magyar operaénekes
- 1978 – Karine Ruby francia síző és olimpiai bajnok snowboardos, († 2009)
- 1980 – Greg Cipes amerikai színész
- 1985 – Antar Zerguelaine algériai atléta, sprinter
- 1986 – Andro Bušlje horvát vízilabdázó
- 1986 – Russell Martin skót válogatott labdarúgó és edző
- 1989 – Jan Hable cseh labdarúgó
- 1990 – Daniel Keatings angol tornász
- 1990 – Kelemen Kristóf Junior Prima-díjas magyar dramaturg, író, színházi rendező
- 1990 – Toni Kroos német labdarúgó
- 1990 – Peter de Cruz svájci curlingjátékos
- 2004 – Victor Wembanyama francia kosárlabdázó

## Halálozások
- 1309 – Folignói Boldog Angéla olasz egyházi író, ferences rendi apáca
- 1720 – Dimény Pál magyar orvos (* 1660 körül)
- 1725 – Bethlen Katalin erdélyi fejedelemasszony (*  ?)
- 1793 – Bengt Lidner svéd költő (* 1759)
- 1826 – Adler Vincent magyar zongoraművész, zeneszerző (* 1871)
- 1889 – Ökröss Bálint jogász, jogtudós, az MTA tagja (* 1829)
- 1913 – Alfred von Schlieffen német császári vezérkari tábornagy (* 1833)
- 1920 – Benito Pérez Galdós spanyol író, a Spanyol Királyi Akadémia tagja (* 1843)
- 1941 – Henri Bergson francia filozófus, irodalmi Nobel-díjas (* 1859)
- 1954 – Torma Imre magyar festőművész (* 1893)
- 1957 – Rudnay Gyula festőművész (* 1878)
- 1960 – Albert Camus Nobel-díjas francia író, filozófus (* 1913)
- 1961 – Erwin Schrödinger Nobel-díjas osztrák fizikus (* 1887)
- 1965 – T. S. Eliot amerikai költő (* 1888)
- 1978 – Kazinczy László magyar gépészmérnök, egyetemi tanár (* 1892)
- 1986 – Christopher Isherwood angol–amerikai író, drámaíró, (* 1904)
- 1996 – Várnagy Zoltán magyar színész (* 1960)
- 1997 – Lévai Sándor bábszínész, báb- és díszlettervező, (* 1930)
- 1998 – Iglói Mihály atléta, edző (* 1908)
- 2006 – Maktúm bin Rásid Ál Maktúm sejk, Dubaj uralkodója és az Egyesült Arab Emírségek miniszterelnöke (* 1943)
- 2010 – Jamagucsi Cutomu japán mérnök, az egyetlen ember, aki hivatalosan két atomtámadást is túlélt. (* 1916)
- 2013 − Szoboszlai Sándor Jászai Mari-díjas magyar színész érdemes és kiváló művész (* 1925)
- 2015 – Zsombolyai János Balázs Béla-díjas magyar filmrendező, operatőr, egyetemi tanár (* 1939)
- 2016 – Michel Galabru francia színművész (* 1922)
- 2017 – Klapka György magyar üzletember (* 1928)
- 2020 – Gesztesi Károly magyar színművész, szinkronszínész (* 1963)
- 2022 – Dobos Attila magyar zeneszerző, táncdalénekes, fogorvos (* 1941)
- 2023 – Morcsányi Géza Jászai Mari-díjas magyar dramaturg, műfordító, egyetemi tanár (* 1952)
- 2024 – Christian Oliver német színész, producer (* 1972)

## Ünnepek, emléknapok, világnapok
- Angola: a gyarmati elnyomás mártírjainak napja
- Kongói Demokratikus Köztársaság: a függetlenség mártírjainak napja
- Mianmar: a függetlenség napja
- USA: Trivia-nap (Trivia Day)

- A Braille-írás világnapja[1]